# Српско национално биће и друге приче
Српско национално биће и друге приче је збирка кратких квир прича коју су приредили Милан Аранђеловић и Предраг Аздејковић, објављена 2023. године у издању Мерлинка фестивала у Београду.

## О књизи
Збирку Српско национално биће и друге приче чине приче које су пристигле на конкурс за Награду "Лепосава Мијушковић" за најбољу кратку квир причу за 2023. годину. Приче које су ушле у ужи избор за награду су: "Благо" Миодрага Стошића, "Док си ти био далеко" Тамаре Ђурђевић, "Ће да прође" Николе Петровића и "Геј који то није био" Стефана М. Младеновића. Победничка прича је "Српско национално биће" Душана Маљковића по којој је насловљена и збирка. Збирка садржи педесет кратких прича пријављених на конкурс.